# The Foundations
The Foundations è stato un gruppo musicale britannico, attivo dal 1967 al 1970.
Celebre per le canzoni Baby Now That I've Found You (secondo la Billboard Hot 100, prima nel Regno Unito e in Canada e undicesima negli Stati Uniti) e Build Me Up Buttercup edita nel 1968 (secondo la Bilboard Hot 100, seconda nel Regno Unito e terza negli Stati Uniti); quest'ultimo brano è stato in seguito oggetto di una cover nel film Tutti pazzi per Mary.